# Skobøl Sogn
Skobøl Sogn (på tysk Kirchspiel Schobüll) er et sogn i det sydvestlige Sydslesvig, tidligere i Sønder Gøs Herred (Husum Amt), nu en del af Husum Kommune i Nordfrislands Kreds i delstaten Slesvig-Holsten. 
I Skobøl Sogn findes flg. stednavne:
- Halebøl (Halebüll)
- Hokkenbøl (Hockensbüll)
- Lund
- Skobøl (Schobüll)
- Skobøl Bjerg